# Hassi Zehana
Hassi Zehana (em árabe: حاسى زھانة), anteriormente Tassin durante a colonização francesa, é uma comuna localizada na província de Sidi Bel Abbès, Argélia. De acordo com o censo de 2008, a população total da cidade era de 7 425 habitantes.